# So Solid Crew
Sol Solid Crew is een Brits collectief van muzikanten dat actief is in de stroming UK garage. Het 19-koppig collectief heeft een werkwijze die lijkt op het rapcollectief Wu-Tang Clan en de technocollectief Underground Resistance. De bekendste gezichten van de groep zijn rappers/producers Oxide & Neutrino en zangeres Lisa Maffia. Lisa vormt het middelpunt van de groep en is het enige vrouwelijke lid.

## Geschiedenis
So Solid Crew ontstond in de late jaren negentig in de buitenwijken van Londen. De leden waren actief bij diverse piratenzenders. In 2000 braken groepsleden Oxide & Neutrino al door met de single Bound 4 Da Reload (Casualty). De groep als geheel brak door met het nummer 21 Seconds (2001), waarbij ieder groepslid 21 seconden had om zijn boodschap te melden. De videoclip won in 2002 een Brit Award. Het werd een Britse nummer 1-hit. Dit stond op het album They Don't Know. Niet lang daarna braken ook groepsleden Oxide & Neutrino door met hun album Execute en Romeo MC deed het goed met het album Solid Love. Eind 2003 verscheen het album 2nd Verse.
Hierna werd het wat rustiger rondom de groep. Er verscheen zo nu en dan een single of mix. In 2003 bracht Lisa Maffia haar debuutalbum First Lady uit. Daarna was ze als tv-persoonlijkheid en fotomodel actief. Enkele andere leden, zoals Asher D en MC Harvey wisten ook als acteur aan de bak te komen. Romeo MC was in 2005 betrokken bij het hitje I See Girls van Studio B.
In 2004 werd het groepslid Carl Morgan opgepakt voor de moord op de partner van zijn ex-vriendin Leyon Scarlett. Na een ruzie waarbij Carl in elkaar geslagen werd, nam hij wraak door hem dood te schieten. In 2005 werd hij tot dertig jaar cel veroordeeld. Ook groepslid Megaman (Dwayne Vincent), die werd verdacht van medeplichtigheid, kwam voor de rechter, maar hij werd in 2006 vrijgesproken.
In 2010 verscheen er voor het eerst in zes jaar weer een So Solid Crew-single met Since You Went Away. In 2013 ging de groep weer op tournee en bracht Lisa Maffia een tweede album uit.

## Leden
- A.M. SNiPER[2]
- AC Burrell[3]
- Akira[3]
- Asher D
- Carl Morgan[4]
- Dan Da Man[5]
- DJ Swiss
- DJ PDS[6]
- Face[7]
- G-Man[8]
- JD[3]
- Kaish[8]
- Kowdeen[3]
- Lisa Maffia[9]
- MC Harvey[10]
- MC Mac[6]
- Megaman
- Money[3]
- Mr. Shabz[3]
- Oxide & Neutrino
- PDs[3]
- Radical[11]
- Romeo
- Skat D[3]
- Stampede[11]
- Statix[3]
- Squami[3]
- Synth[3]
- Thug Angel[3]
- Tiger S[3]
- Timeless[3]
- The Twins[7]
- Trigga[3]
- TW7[3]

## Discografie

### Hitnoteringen
| Single met eventuele hitnotering(en) in de Nederlandse Top 40 | Datum van verschijnen | Datum van binnenkomst | Hoogste positie | Aantal weken | Opmerkingen           |
| ------------------------------------------------------------- | --------------------- | --------------------- | --------------- | ------------ | --------------------- |
| 21 seconds                                                    | 2001                  | 3-11-2001             | tip             | -            |                       |
| All Over                                                      | 2003                  | 14-6-2003             | tip             | -            | Lisa Maffia           |
| I see girls (Crazy)                                           | 2005                  | 30-4-2005             | 23              | 4            | Romeo MC met Studio B |

### Albums
- Oxide & Neutrino - The Solid Sound of the Underground 2000
- They Don't Know 2001
- Oxide & Neutrino - Execute 2001
- Oxide & Neutrino - 2 Stepz Ahead 2002
- Romeo MC - Solid Love 2002
- Asher D - Why me? 2002
- 2nd Verse 2003
- Lisa Maffia - First Lady 2003
- Asher D - Street Sibling 2004
- Asher D - In Memory of the Street Fighter 2006
- Oxide & Neutrino - 2nd chance 2007
- MC Harvey - Back to the Beginning 2008
- Ashley Walters - Ashley Walters 2009
- Lisa Maffia - Lisa Maffia 2013
- MC Harvey - Christian Bale 2013